# سیارک ۱۹۸۱۳
سیارک ۱۹۸۱۳ (به انگلیسی: 19813 Ericsands، نامگذاری:2000SF121) نوزده هزار و هشتصد و سیزدهمین سیارک کشف شده‌است که در ۲۴ سپتامبر ۲۰۰۰ کشف شد.
قدر مطلق سیارک برابر ۱۵٫۴ است.